# Hoành Sơn, Giao Thủy
Hoành Sơn là một xã cũ thuộc huyện Giao Thủy, tỉnh Nam Định, Việt Nam.

## Địa lý
Xã Hoành Sơn có diện tích 5,81 km², dân số năm 2022 là 10.480 người, mật độ dân số đạt 1.803 người/km².

## Lịch sử
Ngày 21 tháng 8 năm 1971, Bộ trưởng Phủ Thủ tướng ban hành Quyết định số 223/QĐ-TTg về việc thành lập xã Hoành Sơn trên cơ sở xã Giao Hoành và xã Giao Sơn.
Tính đến ngày 31/12/2022, xã Hoành Sơn có 5,81 km² diện tích tự nhiên và dân số quy đổi là 10.480 người.
Ngày 23 tháng 7 năm 2024, Ủy ban Thường vụ Quốc hội ban hành Nghị quyết số 1104/NQ-UBTVQH15 (nghị quyết có hiệu lực từ ngày 1 tháng 9 năm 2024). về việc thành lập thị trấn Giao Thuỷ trên cơ sở toàn bộ 5,81 km² diện tích tự nhiên và quy mô dân số là 10.480 người của xã Hoành Sơn.